# Kappel am Krappfeld
Kappel am Krappfeld (fino al 1958 Krasta) è un comune austriaco di 2 007 abitanti nel distretto di Sankt Veit an der Glan, in Carinzia. Nel 1870 ha inglobato il comune soppresso di Silberegg.

## Monumenti e luoghi d'interesse
- Castello di Silberegg, nella omonima frazione sino al 1879 comune autonomo.